# イェムトランド県ランスティング
イェムトランド県ランスティング (Jämtlands läns landsting) は、イェムトランド県の公衆衛生、医療、教育を主に担当するランスティングである。ランスティング議会(landstingsfullmäktige)の定数は55名で、2011年現在の第一党はスウェーデン社会民主労働党で24議席を有している。